# Carla Abrahamsen
Carla Amanda Sol Abrahamsen, född 8 december 1988, är en svensk skådespelare.

## Filmografi
- 2003 – Avstigning för samtliga
- 2004 – Hip hip hora!
- 2004 – Populärmusik från Vittula
- 2006 – Att göra en pudel
- 2007 – Till slut
- 2007 – Ett gott parti (TV-serie)
- 2009 – Kenny Begins
- 2010 – Hotell Gyllene Knorren (TV-serie)
- 2011 – Hotell Gyllene Knorren – filmen
- 2011 – The Stig-Helmer Story
- 2012 – Reyounion
- 2012–2018 – Drakryttarna (TV-serie) (svensk röst till Hedda)
- 2012–2017 – Teenage Mutant Ninja Turtles (TV-serie) (svensk röst till April O'Neil (Säsong 1 till 3)
- 2012 – Röjar-Ralf (svensk röst till Vanilja von Sockertopp)
- 2014 – Flygplan 2: Räddningstjänsten (svensk röst till Dippan)
- 2018 – Röjar-Ralf kraschar internet (svensk röst till Vanilja von Sockertopp)
- 2023 – Asterix & Obelix: I drakens rike (röst)
- 2023 – Super Mario Bros. Filmen (röst)
- 2023 – Ruby – Havsmonstret (svensk röst till Chelsea Van Der Zee)